# Tom Kite
Thomas Oliver "Tom" Kite Jr. (født 9. december 1949 i McKinney, Texas, USA) er en amerikansk golfspiller, der pr. juli 2008 står noteret for 19 sejre på PGA Touren. Hans bedste resultat i en Major-turnering er hans sejr ved US Open i 1992.
Kite har 7 gange, i 1979, 1981, 1983, 1985, 1987, 1989 og 1993, repræsenteret det amerikanske hold ved Ryder Cupen. Desuden var han i 1997 kaptajn amerikanerne.

## Eksterne links
- Spillerinfo Arkiveret 12. september 2008 hos  Wayback Machine